# 川名TENCHO雄生
川名TENCHO雄生（かわな テンチョー ゆうき、1991年2月5日 - ）は、日本の男性総合格闘家、しゃぶしゃぶ店店長。神奈川県横須賀市出身。Y＆K MMA ACADEMY所属。元修斗世界ライト級王者。

## 来歴
中学校、高校時に柔道を経験。しかし、高校3年生時に部員が自身1人のみになったことから、他に運動できる場を求めて同年4月から総合格闘技を始める。SWAT!、ZSTで経験を積みアマチュア修斗で再スタートすると、2012年のアマチュア修斗東日本選手権と関西選手権で優勝、全日本大会でも準優勝しプロ昇格を果たす。

### 修斗
2015年7月26日、修斗環太平洋ウェルター級タイトルマッチで王者松本光史に挑戦するも、3R1-0でドローとなり王座獲得に失敗した。
2016年4月23日、修斗世界ウェルター級王座決定戦で松本光史と再戦するも、3Rにリアネイキッドチョークで一本負けとなり王座獲得に失敗した。
2017年7月23日、修斗環太平洋ライト級王者決定戦でABと対戦し、2RKO勝ちを収め王座獲得に成功した。
2018年はPFLに参戦するも、3連敗を喫した。
2020年7月12日、修斗世界ライト級王者決定戦でキャプテン☆アフリカと対戦し、1RKO勝ちを収め王座獲得に成功した。

### RIZIN
2020年9月27日、RIZIN初参戦となったRIZIN.24でDEEPライト級王者の武田光司と対戦。武田のテイクダウンを防ぎきるも接戦となり3R1-2の判定負けを喫した。
2021年6月27日、RIZIN.29で矢地祐介と対戦し、2Rに左ハイキックを浴びてダウンし、3R0-3の判定負けを喫した。
2021年9月20日、修斗世界ライト級タイトルマッチで挑戦者の西川大和と対戦。何度もテイクダウンに成功するも、下からの肘打ちやパンチ浴び続け、5R出血でのドクターストップによるTKO負けを喫し王座から陥落した。

### DEEP
主戦場をDEEPに移すことを発表。初出場となった2022年2月26日のDEEP 106 IMPACTで石塚雄馬と対戦するも、自身初となる失神KO負けを喫し4連敗となった。
2022年11月7日、DEEP 110 IMPACTで髙橋"Bancho"良明と対戦し、1RTKO勝ちを収め連敗を止めた。試合後のマイクパフォーマンスでは涙を見せた。

## 人物・エピソード
- 北海しゃぶしゃぶ湘南藤沢店の店長を務めている。RIZIN.29の試合前公開練習を同店で行った際、対戦相手の矢地祐介を肉に見立てたパフォーマンスを行い、恋ダンスも披露した。また同店をPRするため、リングネームを本名の川名雄生から川名TENCHO雄生に変更した[6][映像 1]。
- ブラジル人総合格闘家ホナウド・ジャカレイに顔が似ており、話し相手が「ジャカレイさん」と言うと「ホナウド・ジャカレイじゃねぇよ！」とキレるくだりを持ちネタにしている[6]。

## 戦績
| 総合格闘技 戦績 | 総合格闘技 戦績 | 総合格闘技 戦績 | 総合格闘技 戦績 | 総合格闘技 戦績 | 総合格闘技 戦績 | 総合格闘技 戦績 |
| --------------- | --------------- | --------------- | --------------- | --------------- | --------------- | --------------- |
| 35 試合         | (T)KO           | 一本            | 判定            | その他          | 引き分け        | 無効試合        |
| 18 勝           | 6               | 5               | 7               | 0               | 5               | 0               |
| 12 敗           | 2               | 2               | 8               | 0               | 5               | 0               |

| 勝敗 | 対戦相手            | 試合結果                              | 大会名                                                                                    | 開催年月日     |
| ×    | 倉本大悟            | 5分2R終了 判定0-3                     | DEEP 118 IMPACT                                                                           | 2024年3月9日   |
| ○    | 小金翔              | 5分3R終了 判定3-0                     | DEEP 117 IMPACT                                                                           | 2023年12月10日 |
| ×    | イーブーゲラ        | 5分3R終了 判定1-2                     | WKG&M-1 MMAFIGHTin深圳                                                                    | 2023年8月26日  |
| ×    | 江藤公洋            | 5分3R終了 判定0-3                     | DEEP TOKYO IMPACT 2023 3rd ROUND                                                          | 2023年5月7日   |
| ×    | 野村駿太            | 5分3R終了 判定0-3                     | DEEP TOKYO IMPACT 2023 1ST ROUND                                                          | 2023年3月25日  |
| ○    | 髙橋"Bancho"良明    | 1R 1:04 TKO（右アッパー）             | DEEP 110 IMPACT                                                                           | 2022年11月12日 |
| ×    | 石塚雄馬            | 2R 2:18 KO（右フック）                | DEEP 106 IMPACT                                                                           | 2022年2月26日  |
| ×    | 西川大和            | 5R 0:43 TKO（ドクターストップ：出血） | 修斗 2021 Vol.6 【修斗世界ライト級タイトルマッチ】                                        | 2021年9月20日  |
| ×    | 矢地祐介            | 5分3R終了 判定0-3                     | RIZIN.29                                                                                  | 2021年6月27日  |
| ×    | 武田光司            | 5分3R終了 判定1-2                     | RIZIN.24                                                                                  | 2020年9月27日  |
| ○    | キャプテン☆アフリカ | 1R 3:48 KO（右ストレート）            | プロフェッショナル修斗 2020 Vol.4 in OSAKA 【修斗世界ライト級王者決定戦】                 | 2020年7月12日  |
| ○    | 岡野裕城            | 5分3R終了 判定3-0                     | 修斗 30th ANNIVERSARY TOUR 開幕戦                                                         | 2019年1月27日  |
| ×    | ラムジー・ニジェム  | 5分2R終了 判定0-3                     | PFL 9: 2018 Season PFL Playoffs 2                                                         | 2018年10月13日 |
| ×    | クリス・ウェイド    | 1R 4:24 ギロチンチョーク              | PFL 5: 2018 Regular Season                                                                | 2018年8月2日   |
| ×    | イスラム・マメドフ  | 5分3R終了 判定0-3                     | PFL 2: 2018 Regular Season                                                                | 2018年6月21日  |
| ○    | ジン・テホ          | 5分3R終了 判定3-0                     | プロフェッショナル修斗後楽園ホール大会                                                    | 2018年3月25日  |
| ○    | 小谷直之            | 5分3R終了 判定2-0                     | プロフェッショナル修斗                                                                    | 2017年10月15日 |
| ○    | AB                  | 2R 2:11 KO（右アッパー）              | プロフェッショナル修斗後楽園ホール大会 【修斗環太平洋ライト級王者決定戦】                 | 2017年7月23日  |
| ○    | 鈴木槙吾            | 1R 0:21 KO（右ストレート）            | プロフェッショナル修斗後楽園ホール大会                                                    | 2017年5月12日  |
| ×    | 松本光史            | 3R 0:44 スリーパーホールド            | プロフェッショナル修斗 MOBSTYLES Presents FIGHT & MOSH 【修斗世界ウェルター級王座決定戦】 | 2016年4月23日  |
| ○    | 中村大介            | 3R 2:26 TKO（パウンド連打）           | VTJ 7th                                                                                   | 2015年9月13日  |
| △    | 松本光史            | 5分3R終了 判定1-0                     | プロフェッショナル修斗 【修斗環太平洋ウェルター級タイトルマッチ】                         | 2015年7月26日  |
| ○    | 藤巻優              | 5分3R終了 判定3-0                     | プロフェッショナル修斗                                                                    | 2015年4月18日  |
| ○    | 武田飛翔            | 5分3R終了 判定3-0                     | プロフェッショナル修斗                                                                    | 2014年12月21日 |
| ○    | 西岡攻児            | 2R 1:09 TKO                           | プロフェッショナル修斗                                                                    | 2014年4月20日  |
| ○    | 鳥谷彰              | 2R 2:38 スリーパーホールド            | プロフェッショナル修斗                                                                    | 2013年12月15日 |
| ○    | 菅原和政            | 3分3R終了 判定3-0                     | VTJ 2nd                                                                                   | 2013年6月22日  |
| △    | 平信一              | 5分2R終了 時間切れ                    | ZST.30                                                                                    | 2011年11月23日 |
| △    | 松崎哲也            | 5分2R終了 時間切れ                    | ZST：Swat! in Face 9                                                                      | 2011年9月11日  |
| ○    | 佐久間亮            | 1R 0:45 アンクルホールド              | ZST：Swat! in Face 6                                                                      | 2010年9月26日  |
| ○    | 佐藤洋              | 1R 3:00 リアネイキッドチョーク        | ZST：Swat!36                                                                              | 2010年8月15日  |
| ○    | 大野翔舞            | 2R 3:07 ヒールホールド                | ZST：Swat! in Face 5                                                                      | 2010年7月3日   |
| △    | 佐々木誠            | 5分2R終了 時間切れ                    | ZST：Swat!34                                                                              | 2010年6月6日   |
| △    | 有村修也            | 5分2R終了 時間切れ                    | ZST：Swat!30                                                                              | 2009年11月1日  |
| ○    | 平信一              | 1R 4:09 膝十字固め                    | ZST：Swat!29                                                                              | 2009年10月11日 |

## 獲得タイトル
- 第9代修斗環太平洋ライト級王座（2017年）
- 第13代修斗世界ライト級王座（2020年）

### 映像資料
1. ↑  「【公開練習】川名TENCHO雄生 | Yogibo presents RIZIN.29」『YouTube』2021年6月2日。